# Live in Austin, TX
Live in Austin, TX è un album discografico live del gruppo musicale statunitense The Black Keys, pubblicato nel 2006.

## Tracce
1. Hard Row – 3:36
2. Thickfreakness – 3:38
3. Busted – 3:10
4. Them Eyes – 3:20
5. The Breaks – 3:39
6. Set You Free – 3:02
7. Do The Rump – 4:02
8. I'll Be Your Man – 4:02
9. Have Love, Will Travel – 3:17
10. No Trust – 3:42
11. No Fun – 3:44
12. Everywhere I Go (Encore) – 4:56
13. Heavy Soul (Encore) – 4:16

## Formazione
- Dan Auerbach - chitarra, voce
- Patrick Carney - batteria